# National Scenic Trail
National Scenic Trail est une appellation qui désigne les aires protégées des États-Unis qui consistent en des sentiers de randonnée pédestre d'une beauté naturelle remarquable.

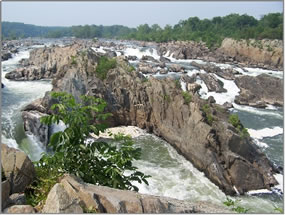
Une vue des Great Falls Park-Overlook

Les National Scenic Trail furent autorisés par la création du National Trails System en même temps que les « National Historic Trail » et « National Recreation Trail ». Ils ne peuvent obtenir leur désignation que grâce à une loi ((en) “act”) du Congrès des États-Unis.

## Liste des National Scenic Trail
| Nom                      | Année de création | Longueur | Longueur | Extrémité 1                                                                                          | Extrémité 2                                                                                             |
| Nom                      | Année de création | mi       | km       | Extrémité 1                                                                                          | Extrémité 2                                                                                             |
| ------------------------ | ----------------- | -------- | -------- | --- | --- |
| North Country Trail      | 1980              | 4 600    | 7 400    | Lake Sakakawea State Park Dakota du Nord                                                             | Crown Point State Historic Site État de New York                                                        |
| Continental Divide Trail | 1978              | 3 100    | 4 989    | Lac Waterton Supérieur, parc national de Glacier Montana/frontière entre le Canada et les États-Unis | Crazy Cook Monument, Big Hatchet Mountains Nouveau-Mexique/frontière entre les États-Unis et le Mexique |
| Pacific Crest Trail      | 1968              | 2 653    | 4 270    | Campo Californie                                                                                     | Parc provincial E. C. Manning Colombie-Britannique au Canada                                            |
| Sentier des Appalaches   | 1968              | 2 181    | 3 510    | Mont Springer Géorgie                                                                                | Mont Katahdin Maine                                                                                     |
| Florida Trail            | 1983              | 1 400    | 2 253    | Réserve nationale de Big Cypress Floride                                                             | Fort Pickens, Gulf Islands National Seashore Floride                                                    |
| Ice Age Trail            | 1980              | 1 200    | 1 931    | Potawatomi State Park, Comté de Door Wisconsin                                                       | Interstate Park près de St. Croix Falls Wisconsin                                                       |
| Pacific Northwest Trail  | 2009              | 1 200    | 1 931    | Parc national de Glacier Montana                                                                     | Cap Alava Washington                                                                                    |
| Arizona Trail            | 2009              | 807      | 1 300    | Coronado National Memorial, Comté de Cochise Arizona                                                 | Frontière entre l'Utah et l'Arizona                                                                     |
| Potomac Heritage Trail   | 1983              | 700      | 1 127    | Theodore Roosevelt Island, Washington                                                                | Scott's Run Nature Preserve, Comté de Fairfax Virginie                                                  |
| Natchez Trace Trail      | 1983              | 695      | 1 118    | Natchez Mississippi                                                                                  | Nashville Tennessee                                                                                     |
| New England Trail        | 2009              | 220      | 354      | Guilford Connecticut                                                                                 | Royalston Massachusetts                                                                                 |

- Triple couronne de la randonnée

## Source de la traduction
- (en) Cet article est partiellement ou en totalité issu de l’article de Wikipédia en anglais intitulé « National Scenic Trail » (voir la liste des auteurs).